# Гюстав Бертран
Гюстав Бертран (фр. Gustave Bertrand; 1896 грудня 1896 рік, Ніцца — 23 травня 1976) — співробітник французької військової розвідки, відомий за істотний внесок у злом німецької шифрувальної машини «Енігма». Ініціював створення відділу Д, метою якого є добування інформації про шифрувальні машини інших країн через підкуп і вербування співробітників, що працюють над ними. Зміг завербувати Ганса-Тіло Шмідта, який став одним з кращих джерелом союзників в розробці та функціонуванні «Енігми». Під час війни, завдяки Бертрану, польське Бюро шифрів змогло продовжити роботу, спочатку, в окупованій нацистами Франції, пізніше, з частковим успіхом, співробітників бюро було евакуйовано у Британію. Після війни став мером Теуль-сюр-Міра і написав книгу «Enigma ou la plus grande énigme de la guerre 1939—1945 (Enigma: the Greatest Enigma of the War of 1939—1945)» з описом франко-польського співробітництва по розшифровці «Енігми».

## Біографія

### Початок кар'єри
Народився 1896 грудня 1896 року в місті Ніцца, Франція. Син офіцера-піхотинця. У 1914 Бертран вступає у французьку армію в чині рядового. У 1915 році був поранений в Дарданеллах. Після війни його залучили в секцію шифрування французьких сил в Константинополі.
Криптологія приваблювала його. Протягом 1920-х він служив у відділах криптології різних відомств французької армії і в 1929 році почав працювати у відділі криптології Генерального штабу. Бертран прийшов до висновку, що поточні технології і методи розшифрування, використовувані армією, були недосконалі, і що для розшифровки шифрувальних машин нового покоління просто криптоаналізу буде недостатньо: необхідно вивідувати ворожі секретні ключі і описи машин. Він запропонував створити відділ, який займається підкупом і вербуванням персоналу, зайнятого роботою над шифрувальними машинами. 30 жовтня 1930 року Бертран, тоді вже капітан, створив для здійснення подібної роботи відділ Д французької розвідувальної служби й очолив його. Практично 2 роки його відділ не приносив жодних відчутних результатів. За згодою начальства, Бертран пішов на зв'язок із розвідками країн-союзників Франції: Польщею, Чехословаччиною і Великою Британією. В основному, вони обмінювалися перехопленнями та даними про направлення робіт криптографів Німеччини.

### Співпраця з Гансом-Тіло Шмідтом

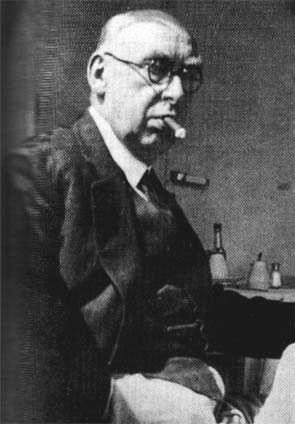
Родольф Лемаун (1871—1946)

Влітку 1931 року в посольство Франції в Німеччині прийшло повідомлення про бажання продати секретні документи, присвячені німецькій шифрувальній машині «Енігма». Співробітник відділу Д французької розвідки Рудольф Лемуан вийшов на контакт з автором листа Гансом-Тіло Шмідтом (позивний «Еш»), співробітником Криптографічного Агентства збройних сил Німеччини, що мали доступ до шифрів, зробленим для німецької армії. Шмідт зазнавав фінансових труднощів і звинувачував в цьому уряд, яник нездатний впоратися з економічними проблемами, чим і скористався Лемуан, запропонувавши Шмідту гроші за будь-які цінні документи, пов'язані з німецькими шифрувальними машинами. 8 листопада 1931 року Шмідт надав Лемуану і Бертрану інструкції по роботі із секретною шифрувальною машиною «Енігма», яка використовувалася німецькою армією. Бертран запропонував Лемуану заплатити Шмідту 5 тисяч німецьких марок за дані, але Лемуан порахував, що Шмідт може стати цінним агентом французької розвідки, і переконав Бертрана виплатити Шмідту відразу 10 тисяч німецьких марок (20 тисяч фунтів за сьогоднішнім курсом) і пообіцяти стільки ж за нову інформацію, яку Шмідт б міг надати. Так, Шмідт продовжить продавати французькій розвідці книги шифрів аж до початку війни.
Повернувшись в Париж, Бертран показує ці дані криптографам французької розвідки, оскільки сам він не був добре знайомий з криптографією і не був здатний визначити цінність документів, переданих Шмідтом. Його підлеглі засумнівалися в цінності отриманих даних, оскільки інструкції містили в собі інформацію лише про шифрування повідомлень, та в них не говорилося нічого про їх дешифрування. Бертран був розчарований, але вирішив запросити сторонню думку експертів по криптографії з Британії. Ті погодилися з висновками своїх французьких колег і не визнали цінності отриманих даних. Бажаючи все-таки отримати користь від придбаних документів, Бертран багато чув про успіхи польських криптографів, передав ці документи начальнику Бюро шифрів Польщі, майору Гвідо Лангеру. Бюро шифрів Польщі до того моменту вже вело роботи по розшифровці комерційної версії «Енігми», і отримання інформації про роботу «Енігми» було сприйнято з великим піднесенням. Але все одно, тільки лише цих даних було недостатньо для того, щоб здійснити злом «Енігми», і Лангер просить Бертрана дістати настройки німецької армії при роботі з «Енігмою». У травні й вересні 1932 року Бертран передає дані про налаштування «Енігми» польському бюро шифрів. Документи, передані Шмідтом, згідно з показаннями криптолога Маріана Реєвского, який працював у той час у польському бюро шифрів, мали вирішальне значення на знаходження математичного рішення злому «Енігми».

### Співробітництво з польським бюро шифрів.
Про успіх поляків у розшифровці «Енігми» Бертран дізнався тільки на Франко-Британсько-Польській конференції, проведеної в лісах Кабати, на південь від Варшави, 25 липня 1939 року, лише за 5 тижнів до початку Другої Світової Війни. До того моменту польське бюро шифрів читало повідомлення, які передавалися через «Енігму», протягом 5 років. Після вторгнення Німеччини в Польщу у вересні 1939, будучи тоді майором, Бертран спонсорував і підтримував продовження роботи співробітників, які до війни працювали в польському Бюро шифрів. Спочатку Лангер із підлеглими працював у розташованій поряд з Парижем розвідувальній станції Брюно, де забезпечували перехопленими повідомленнями німецької армії, французів. Пізніше, коли захоплення німцями Парижа вважалось неминучим, вони були переміщені в центр розвідки Кадикс, який розташовувався в Південній Франції на території, контрольованій колабораціоністським режимом Віші. Бертран намагався налагодити зв'язок між британськими криптографами в Блетчлі-парк і польським Бюро шифрів у Франції, зокрема, в цілях отримання налаштувань «Енігми», підібраних британцями, але незважаючи на всі запевнення Бертрана про неможливість перехоплення німцями повідомлень, британці відмовлялися допомагати. В листопаді 1942 року, коли Бертрану стало відомо про ризик захоплення їх центру розвідки німецькою армією, центр Кадикс був залишений, і було прийнято рішення про евакуацію всіх його співробітників, з метою збереження секретності злому «Енігми» союзникам.

### Втеча в Англію
До захоплення центру Кадикс, Бертран упустив кілька гарних можливостей для евакуації персоналу. Зокрема, у жовтні 1942 Бертран не зважився на евакуацію персоналу у Північну Африку, боячись за безпеку команди, про що незабаром йому довелося пошкодувати, оскільки Північна Африка була захоплена союзниками. Також був відкинутий план евакуації через Швейцарію, оскільки швейцарські власті відмовилися допомагати Бертрану. У підсумку було прийнято рішення евакуювати Лангера і його підлеглих через нейтральну Іспанію. Через недостатнє опрацювання плану й неточних домовленостей з французьким опором Лангер і ще кілька співробітників польського Бюро шифрів були схоплені німцями.
5 січня 1944 року сам Бертран був схоплений німцями під час очікування кур'єра з Лондона в католицькому храмі Сакре-Кер, що розташовувався в Паризькому районі Монтмарте. Німці припустили, що Бертран працював на англійців, з чим сам Бертран вирішив погодитися. Тоді німці дозволили йому зі своєю дружиною повернутися в зону, контрольовану Віші, щоб зв'язатися з британською розвідкою. По прибутті Бертран попередив про небезпеку своїх товаришів, які змогли зачаїтися, щоб уникнути подальших арештів, і сам зміг піти в підпілля. 2 червня 1944, за 4 дні до висадки союзників у Нормандії, Бертран з дружиною і священиком, який працював кур'єром польського опору, забралися в маленький неозброєний літак Лисандер 3, злетіли з імпровізованої злітної смуги, яка розташовувалася в Центральному масиві Франції, і полетіли на Британські острови. Бертран з дружиною оселилися в селі Херефордшир, неподалік від польського радіо-перехоплюючої станції, що розташовувалася в селі Фельден, де працювали Маріан Реєвський і Генрик Зигальский.

### Післявоєнне життя
Після війни в 1950 році Гюстав Бертран вийшов з військової служби на пенсію. Пізніше був обраний мером Теуль-сюр-Мер. У 1973 опублікував у Парижі свою книгу «Enigma ou la plus grande énigme de la guerre 1939—1945 (Enigma: the Greatest Enigma of the War of 1939—1945)», в якій описані одинадцять років франко-польського співробітництва по розшифровці «Енігми» до і під час Другої світової війни. Книга викликала всесвітню дискусію про заслуги різних союзних країн розгадки «Енігми».

## Родина
Дружина — Марія Бертран (фр. Mary Bertrand).